# Ed Rimkus
Ed Rimkus (n. 10 august 1913, Schenectady, New York, SUA – d. 17 mai 1999, Long Beach, California, SUA) a fost un inginer american și bober ce a reprezentat Statele Unite ale Americii, medaliat olimpic. A participat la o ediție a Jocurilor Olimpice (1948) în care a câștigat o medalie de aur.

## Participări
Lista de mai jos prezintă principalele competiții la care a participat Ed Rimkus de-a lungul carierei.
- bobsleigh at the 1948 Winter Olympics – four-man[*]